# Khaled Hussein
Khaled Hussein Mohamed al Tarhouni (Bengazi, 24 de fevereiro de 1977) é um ex-futebolista profissional líbio que atuava como meia.

## Carreira
Khaled Mohamed representou o elenco da Seleção Líbia de Futebol no Campeonato Africano das Nações de 2006.